# Titia Cnossen
T. (Titia) Cnossen-Looijenga (Pijnacker, 7 september 1957) is een Nederlands ChristenUnie-politica en bestuurster. Sinds 1 november 2021 is zij wethouder van Lansingerland. 

## Biografie
Cnossen werd, naast de zorg voor de kinderen, rond 1990 politiek correspondent voor De Heraut. Zij deed verslag van de commissie- en raadsvergaderingen van de gemeente Berkel en Rodenrijs. In 2000 werd zij voor de ChristenUnie gemeenteraadslid in Berkel en Rodenrijs. Zij werd daar in 2002 wethouder voor de ChristenUnie en had zij in haar portefeuille gezondheid, jeugd & onderwijs, cultuur, sport en het kernwethouderschap van Bleiswijk. Dit bleef zij doen tot de gemeentelijke herindeling van 1 januari 2007.
Van november 2008 tot maart 2012 was Cnossen wethouder namens de ChristenUnie-SGP in Woerden. Daar had zij onder andere onderwijs & onderwijshuisvesting, wijkgericht werken & leefbaarheid en verkeer & vervoer in haar portefeuille. Op 26 januari 2012 werd Cnossen door de gemeenteraad van Woudenberg voorgedragen als burgemeester. Op 8 maart 2012 werd ze geïnstalleerd. Ze was daarmee de eerste vrouwelijke ChristenUnie-burgemeester van Nederland. Per 1 juni 2021 heeft zij om persoonlijke redenen het burgemeesterschap van Woudenberg neergelegd.
Sinds 1 november 2021 is Cnossen namens de ChristenUnie wethouder van Lansingerland. Tot 2022 had zij in haar portefeuille gezondheid, zorg & welzijn, jeugd & onderwijs, sport en cultuur en was zij kernwethouder van Bleiswijk (inclusief buurtschap Kruisweg), programmawethouder Omgevingswet en 4e locoburgemeester. Sindsdien heeft zij samenlevingsvisie, dienstverlening & communicatie, ruimtelijke ordening, Wet maatschappelijke ondersteuning, volksgezondheid en cultuur & monumenten in haar portefeuille en is zij programmawethouder Omgevingswet, kernwethouder van Bergschenhoek en 4e locoburgemeester.
Cnossen was vanaf 25 sinds november 2017 tot 30 september 2023 voorzitter van de Bestuurdersvereniging van ChristenUnie en sinds april 2021 lid van de raad van toezicht van De Passie scholen. Sinds september 2022 is zij voorzitter van de GGD Rotterdam-Rijnmond en sinds 1 januari 2023 lid van het centraal stembureau van de Provinciale Staten van Utrecht.
Cnossen is getrouwd en moeder van drie kinderen.